# شبرم
الشُّبْرُمُ أو الشُّرُنْبُ الحِجَازِيُّ أو الشُّرُنْبُ أو فربيون (تاكوت) (الاسم العلمي: Euphorbia pithyusa) هو نوع نبات ينتمي إلى جنس الفربيون من الفصيلة اليَتُّوعِيَّة.